# Medalha Timoshenko
A Medalha Timoshenko foi instituída em 1957 pela Sociedade Americana de Engenheiros Mecânicos (ASME), concedida a pesquisadores que se destacaram por relevantes contribuições à mecânica aplicada (mecânica técnica).
É um dos prêmios de maior renome internacional na área de mecânica técnica, concedido em memória de Stephen Timoshenko. O prêmio consiste em uma medalha de bronze, um certificado e US$ 1.000. O agraciado com a medalha discursa no ano correspondente ao recebimento da medalha na reunião anual da ASME.

## Precedimento
O comitê da Medalha Timoshenko é composto dos cinco últimos agraciados com a medalha, de cinco membros do comitê executivo da ASME e dos cinco últimos antecessores do comitê executivo da ASME. Após a recomendação de possíveis candidatos, o comitê apura o agraciado e este é reconhecido pela ASME.

## Agraciados[1]
- 1957 Stephen Timoshenko
- 1958 Arpad Nadai, Geoffrey Ingram Taylor e Theodore von Kármán
- 1959 Richard Vynne Southwell
- 1960 Cornelius Biezeno e Richard Grammel
- 1961 James Norman Goodier
- 1962 Maurice Anthony Biot
- 1963 Michael James Lighthill
- 1964 Raymond Mindlin
- 1965 Sydney Goldstein
- 1966 William Prager
- 1967 Hillel Poritsky
- 1968 Warner Koiter
- 1969 Jakob Ackeret
- 1970 James Johnston Stoker
- 1971 Howard Wilson Emmons
- 1972 Den Hartog
- 1973 Eric Reissner
- 1974 Albert E. Green
- 1975 Chia-Chiao Lin
- 1976 Erastus Henry Lee
- 1977 John Eshelby
- 1978 George Carrier
- 1979 Jerald Ericksen
- 1980 Paul Naghdi
- 1981 John Argyris
- 1982 John Wilder Miles
- 1983 Daniel Drucker
- 1984 Joseph Keller
- 1985 Eli Sternberg
- 1986 George Irwin
- 1987 Ronald Rivlin
- 1988 George Batchelor
- 1989 Bernard Budiansky
- 1990 Stephen Harry Crandall
- 1991 Yuan-Cheng Fung
- 1992 Jan Achenbach
- 1993 John Lumley
- 1994 James Robert Rice
- 1995 Daniel Joseph
- 1996 John Tinsley Oden
- 1997 John Raymond Willis
- 1998 Olgierd Zienkiewicz
- 1999 Anatol Roshko
- 2000 Rodney James Clifton
- 2001 Ted Belytschko
- 2002 John W. Hutchinson
- 2003 Lambert Freund
- 2004 Morton Gurtin
- 2005 Grigory Barenblatt
- 2006 Kenneth Langstreth Johnson
- 2007 Thomas J.R. Hughes
- 2008 Sia Nemat-Nasser
- 2009 Zdeněk Bažant
- 2010 Wolfgang Knauss
- 2011 Alan Needleman
- 2012 Subra Suresh
- 2013 Richard Monson Christensen
- 2014 Robert McMeeking[2]
- 2015 Michael Ortiz[3]
- 2016 Raymond Ogden[4]
- 2017 Viggo Tvergaard[5]
- 2018 Ares J. Rosakis[6]
- 2019 J. N. Reddy[7]
- 2020 Mary Cunningham Boyce
- 2021 Huajian Gao